# Cananefaten

Das römische Gallien und rechtsrheinische Germanien um das Jahr 70 n. Chr.

Cananefaten (alternative Schreibungen in den Quellen: Cannanefaten, Caninefaten, Canninefaten, Cannenefaten) waren ein westgermanischer Stamm, der westlich der Bataver lebte, im Bereich des heutigen Hollands.
Die Deutung des Namens als „Kaninchenfasser“ oder „-fänger“ ist volksetymologisch und sehr zweifelhaft.
Die Stadt Forum Hadriani (das heutige Voorburg) lag im Herzen ihres Wohngebietes. Sie gehörte zur Civitas der Cananefaten, wie aus dem offiziellen Namen der Stadt hervorgeht: Municipium Aelium Cananefatium.

## Geschichte
Die Cananefaten waren Bundesgenossen der Bataver im Bataveraufstand unter Iulius Civilis (69 n. Chr.). Die früheste Erwähnung des Stammes bezieht sich auf eine ala Caninefas, eine cananefatische Reitereinheit in römischen Diensten. Diese Einheit kämpfte 28 n. Chr. gegen die Friesen, die sich wegen überhöhter Steuern gegen das Römische Reich erhoben hatten. Aus dem Bericht des Tacitus über die Kampfhandlungen lässt sich schließen, dass die Cananefaten empfindliche Verluste erlitten; viele starben in der Umgebung der befestigten römischen Hafenanlage Flevum (Velsen) und im Wald von Baduhenna. Die Friesen konnten den Angriff der Cananefaten abwehren, unter anderem dadurch, dass die Römer den Einsatz der Truppen nicht richtig koordinieren konnten.
Der späteste Bericht über die Cananefaten stammt aus dem 4. Jahrhundert; sie werden erwähnt in einer enzyklopädischen Schrift, der Cosmographia des Iulius Honorius. Diese Erwähnung hat jedoch für die Geschichte der Niederlande wenig Bedeutung, weil sie wahrscheinlich aus anderen, früheren Quellen übernommen wurde. Damit wird der jüngste Nachweis der Benutzung des Namens der Cananefaten durch den Meilenstein von Rijswijk geliefert. Dieser entstammt der Mitte des 3. Jahrhunderts und nennt als caput viae („Wegstreckenbeginn“) die „[C(ivitas)] CANANEFATV(m) A B [HADR(iani)] F(oro)“.
Diese Beispiele sind keine erschöpfende Auflistung der Quellen, in denen die Cananefaten genannt werden. Der Name kommt nicht nur in literarisch-historischen und enzyklopädischen Schriften vor, sondern auch in Militärdiplomen. Etwa ein Dutzend dieser diplomata militaria stellen nicht nur klar, dass die von Tacitus genannte Reiterabteilung noch mindestens bis ins frühe 3. Jahrhundert in Funktion blieb, sondern auch, dass die Cananefaten Objekt der Musterung einer Kohorte (Einheit der Infanterie) waren. Man darf davon ausgehen, dass die Männer dieser beiden Einheiten tatsächlich Cananefaten waren und dass die Einheiten nach der ethnischen Herkunft ihrer Angehörigen benannt waren. Bis zum Bataveraufstand unterstanden sie sogar aristokratischen Mitgliedern des eigenen Stammes.
Im Jahr 47 n. Chr. überfielen die Chauken unter der Führung des Cananefaten Gannascus, der zuvor aus einer Auxiliareinheit desertiert war, mit Booten die gallische Küste. Der neue niedergermanische Legat Gnaeus Domitius Corbulo vernichtete die Schiffe der Chauken mit Hilfe der Rheinflotte.
Für das 2. und 3. Jahrhundert ist die cananefatische Abstammung weitaus weniger gesichert, weil auch in den Regionen, wo die Einheiten tatsächlich stationiert waren, Männer dafür rekrutiert wurden. Für die ursprünglich cananefatischen Einheiten lagen diese nach dem Bataveraufstand weit von ihrem Heimatland entfernt: in den Provinzen Germania superior, Dacia Porolissensis, Pannonia superior und Mauretania Caesariensis (in Nordafrika).

## Römische Auxiliareinheiten
In der frühen Kaiserzeit wurden die folgenden Auxiliareinheiten auf dem Gebiet der Cananefaten rekrutiert:
- Ala I Cannanefatium
- Cohors I Cannanefatium

## Verweise
- Cananefaten auf livius.org (englisch)